# Aldo Rivero
Aldo Rivero  (21 de julio de 1938-20 de marzo de 2003) fue un humorista gráfico sanjuanino, argentino.

## Biografía
Aldo Rivero comenzó a publicar sus dibujos en su ciudad de San Juan  natal, en los diarios Tribuna, El Viñatero y Gaceta de Cuyo.

Tiempo más tarde publicó para revistas de tirada nacional como: Avivato, Tía Vicenta, María Belén, Tío Landrú, Patoruzú, Siete Días, Gente, La Hipotenusa, Análisis, Satiricón, Chaupinela, Mengano, Hum® y Hortensia. Realizó los dibujos y el diseño gráfico de la revista Mercado.

Uno de sus trabajos más reconocidos fue desde 1975 hasta poco antes de su fallecimiento, en la mítica contratapa del Diario Clarín, alternando tira diaria con Ian. Allí, compartiría desde entonces cartel con figuras de la talla del salteño Caloi, el santafesino-rosarino Roberto Fontanarrosa, el cordobés Horacio Altuna, Carlos Trillo, el cordobés Crist, Felipe Miguel Ángel Dobal, el oriental Tabaré, Jorge Guinzburg, Carlos Abrevaya, Alberto Contreras, Viuti, Fernando Sendra y Alberto Bróccoli, entre otros.